# Генріх Луї д'Арре
Генріх Луї д'Арре (нім. Heinrich Louis d'Arrest; 13 липня 1822, Берлін — 14 червня 1875, Копенгаген) — німецький і данський астроном.

## Біографія
Народився в Берліні. Закінчив Берлінський університет. У 1848 — 1852 працював в Лейпцизькій обсерваторії, у 1852—1858 — професор Лейпцизького університету, з 1858 — професор і директор обсерваторії Копенгагенського університету.
Ще студентом д'Арре підтримував Йоганна Галле у пошуках Нептуна. 23 вересня 1846 він запропонував порівняти нещодавно сфотографовану частину неба, у якій Урбен Левер'є передбачив розташування планети, з поточним станом, щоб знайти об'єкт (планету), який змістився, на відміну від постійної зорі. Нептун був виявлений тієї ж ночі.
Основні наукові роботи присвячені вивченню комет, астероїдів, туманностей. Відкрив три комети — 1845 I, II 1851, 1857 I. Комета 1851 II, що отримала ім'я д'Арре, — періодична, вона цікава тим, що її орбіта зазнає змін під дією негравітаційних сил. 1851 року опублікував опис всіх тринадцяти відомих на той час малих планет, 1862 року відкрив астероїд 76 Фрейя. Розпочав систематичне вивчення туманностей: 1857 року виконав точні виміри положень і дав опис 269 об'єктів, 1867 року опублікував результати своїх спостережень ще 1942 туманностей. Одним з перших почав спектроскопічні дослідження туманностей. 1873 року першим вказав, що туманності з яскравими лініями в спектрі (газова природа яких була встановлена пізніше) розташовані переважно в площині Чумацького Шляху, що свідчить про їх належність до системи Чумацького Шляху.
Нагороджений Золотою Медаллю Королівського Астрономічного Товариства (1875). Іноземний член Академії наук Данії, Швеції, Санкт-Петербурга і Мюнхена.
Помер у Копенгагені, Данія.
Кратер Д'Арре на Місяці названо на його честь, як і кратер на супутнику Марса Фобосі. На його честь також названо астероїд 9133 д'Арре.